# Rasbora steineri
Rasbora steineri és una espècie de peix cipriniforme de la família dels ciprínids.

## Morfologia
Els mascles poden assolir els 10 cm de longitud total.

## Distribució geogràfica
Es troba a Laos, Vietnam i el sud-est de la Xina.